# 尊嚴、民主、祖國
尊嚴、民主、祖國（亞美尼亞語：убրժանապատվություն, ժողովրդավարություն, հայրենիք）是亞美尼亞的一個主張民族主義的政治聯盟。尊嚴、民主、祖國的總部設立於亞美尼亞首都葉里溫。 

## 歷史
尊嚴、民主、祖國於2003年由尊嚴未來黨和人民民主黨兩黨結合而成立，該聯盟提名阿爾緬·達爾比尼揚為主席。 
尊嚴、民主、祖國提名71名候選人參加2003年亞美尼亞議會選舉。選舉後，該黨獲得2.8%的選票，但未能在亞美尼亞國民議會中贏得任何席位。

## 意識形態
尊嚴、民主、祖國尋求加強亞美尼亞的民主，並促進亞美尼亞的公民社會之經濟生活的發展、經濟增長，並支持合法選舉和負責任的議會。